# Paříž jsme my
Paříž jsme my (v originále Paris est à nous) je francouzský hraný film televizního kanálu Netflix z roku 2019, který režírovala Élisabeth Vogler podle vlastního scénáře.

## Děj
Anna na večírku potká Grega. O rok později se Greg stěhuje za prací z Paříže do Barcelony a Anna se rozhodne k němu přidat. Zmešká let a později se dozví, že letadlo havarovalo. V závrati ze smrti, které se jen taktak vyhnula, se vzdaluje od reality a přítomnosti. Jak se její psychický vztah zhoršuje, Paříž se stává zrcadlem jejího trápení.

## Obsazení
| Noémie Schmidt      | Anna            |
| Grégoire Isvarine   | Greg            |
| Marie Mottet        | přítelkyně Anny |
| Lou Castel          | muž na hřbitově |
| Alexandre Schreiber |                 |
| Margaux Bonin       |                 |
| Soria Achour        |                 |
| Julia Kouakou       |                 |
| Schemci Lauth       |                 |
| Mathias Minne       |                 |
| Clément Olivieri    |                 |
| Théo Tagand         |                 |